# Troieșciîna, Polonne
Troieșciîna (în ucraineană Троєщина) este un sat în comuna Novolabun din raionul Polonne, regiunea Hmelnîțkîi, Ucraina.

## Demografie
Componența lingvistică a localității Troieșciîna
     Ucraineană (100%)
Conform recensământului din 2001, toată populația localității Troieșciîna era vorbitoare de ucraineană (100%).